# Bistum Querétaro
Das Bistum Querétaro (lat.: Dioecesis Queretarensis, span.: Diócesis de Querétaro) ist eine in Mexiko gelegene römisch-katholische Diözese mit Sitz in Santiago de Querétaro. 

## Geschichte
Das Bistum Querétaro wurde am 26. Januar 1863 durch Papst Pius IX. aus Gebietsabtretungen des Erzbistums Mexiko-Stadt und des Bistums Michoacán errichtet und dem gleichzeitig zum Metropolitansitz erhobenen Erzbistum Morelia als Suffraganbistum unterstellt. 
Mit der Errichtung der neuen Kirchenprovinz wurde das Bistum am 5. November 1988 dem Erzbistum San Luis Potosí unterstellt. Ein erneuter Wechsel der Kirchenprovinz erfolgte am 25. November 2006 mit der Erhebung des Erzbistums León, dem das Bistum Querétaro seither als Suffragan unterstellt ist.

## Bischöfe von Querétaro
- Bernardo Gárate y López de Arizmendi, 1863–1866
- Ramón Camacho y García, 1868–1884
- Rafael Sabás Camacho y García, 1885–1908
- Manuel Rivera y Muñoz, 1908–1914
- Francisco Banegas y Galván, 1919–1932
- Marciano Tinajero y Estrada, 1933–1957
- Alfonso Tóriz Cobián, 1958–1988
- Mario de Gasperín Gasperín, 1989–2011
- Faustino Armendáriz Jiménez, 2011–2019, dann Erzbischof von Durango
- Fidencio López Plaza, seit 2020